# Neotragus
Neotragus es un género de mamíferos artiodáctilos de la subfamilia Antilopinae que incluye tres especies de antílopes africanos de pequeño tamaño.
El género comprende tres especies que forman parte del grupo llamado de los antílopes enanos.  

## Especies
La mayoría de los autores consideran que el género está constituido por tres especies:
- Neotragus batesi (de Winton, 1903)
- Neotragus moschatus (Von Dueben, 1846)
- Neotragus pygmaeus (Linnaeus, 1758)

aunque algunos incluyen otras dos:
- Neotragus kirchenpaueri Pagenstecher, 1885
- Neotragus livingstonianus Kirk, 1865

que para la mayoría son subespecies de Neotragus moschatus:
- Neotragus moschatus kirchenpaueri (Pagenstecher, 1885), y
- Neotragus moschatus livingstonianus (Kirk, 1865), respectivamente.[1][3]

## La controvertida taxonomía deNeotragus
Según Eva V. Bärmann, de la Universidad de Cambridge, y su colega Tim Schikora, del Centro de Investigación de la Biodiversidad y el Clima de Frankfurt, a pesar de que las tres especies de estos antílopes enanos se reunieron comúnmente en la tribu de los neotraguinos debido a su apariencia morfológica general, los análisis filogenéticos demostraron que no todos están estrechamente relacionados, por lo que sugirieron restringir el nombre de Neotragini al género tipo Neotragus. En su estudio utilizaron secuencias del citocromo b mitocondrial y mediciones lineales del cráneo para investigar más a fondo la similitud de las tres especies de Neotragus. Estos análisis apoyan la estrecha relación de Neotragus moschatus y Neotragus batesi. Sin embargo, Neotragus pygmaeus, la especie tipo —que nunca antes se incluyera en los análisis filogenéticos— no está estrechamente relacionada. Según estos autores, podría compartir un antepasado común más reciente con otro "antílope enano", Oreotragus oreotragus, y con los duiqueros del taxón Cephalophini. Por lo tanto, sugirieron resucitar el género Nesotragus Von Dueben, 1846 para incluir en él a Neotragus moschatus y Neotragus batesi, dejando Neotragus pygmaeus como la única especie del género.